# Gustaf Allersten
Gustaf Adolf Allersten, född 1 november 1892 i Göteborgs Kristine församling, död 25 maj 1956 i Örgryte församling, var en svensk idrottsprofil och mångårig ordförande i fotbollsklubben Gais.
Allersten var ordförande för Gais i nästan 32 år, mellan 1924 och 1955. När Gais åkte ur allsvenskan 1938 tog han det så hårt att han erbjöd sin avgång, men så blev inte fallet. I stället fick han revansch säsongen 1953/1954, då Gais bärgade det allsvenska guldet.
Allersten beskrivs som en verklig gentleman och som sådan en hörnsten i Göteborgsalliansen, som byggde på gammaldags hedersideal. Då personer som Allersten försvann ur bilden förändrades alliansen till att endast bli en papperskonstruktion. Han hade även rykte om sig om att alltid komma väldigt förberedd till möten, varför Gais årsmöten sällan drog ut på tiden. En gång sägs han ha klubbat igenom ett helt årsmöte på bara nio minuter!
Gustaf Allersten är begravd på Örgryte gamla kyrkogård.